# Antonio Marro
Antonio Marro (n. 1840, Limone Piemonte, Provincia Cuneo, Italia  — d. 1913, Turin) a fost un psihiatru și sociolog italian. A fost unul dintre reprezentanții de frunte ai Școlii pozitiviste italiene, discipol și continuator al lui Cesare Lombroso. Lucrarea sa cea mai importantă o reprezintă Caracterele delincvenților. Marro a analizat ca medic fenomenul infracțional pornind de la aceeași idee ca cea a confraților săi și anume că fenomenul are un caracter biologic, că infracțiunea se găsește în organismul infractorului.

## Lucrări
- Caracterele delincvenților, 1887
- La Pubertà, Turin, 1897, 507p.[1]